# Kuzemerbalk
Kuzemerbalk (ook wel De Balk, Cusemerbalk of Jouwerbalk genoemd) is een gehucht in de gemeente Westerkwartier in de Nederlandse provincie Groningen. Het ligt even ten zuiden van Sebaldeburen.
De naam verwijst enerzijds naar het klooster van Kuzemer, en anderzijds naar een balk (een smalle brug) over het water. Waar nu het Langs- of Wolddiep loopt, stroomde vroeger een smaller watertje (-mer verwijst mogelijk naar maar). Over dat water lag een houten balk, een smalle loopbrug. Via deze balk konden de kloosterlingen naar De Jouwer, waar het klooster landerijen bezat. 's Winters werd de balk weggehaald vanwege de houtschaarste. De oude balk bestaat nu niet meer. Waarschijnlijk lag deze even ten noorden van de huidige voetbrug over het Wolddiep.

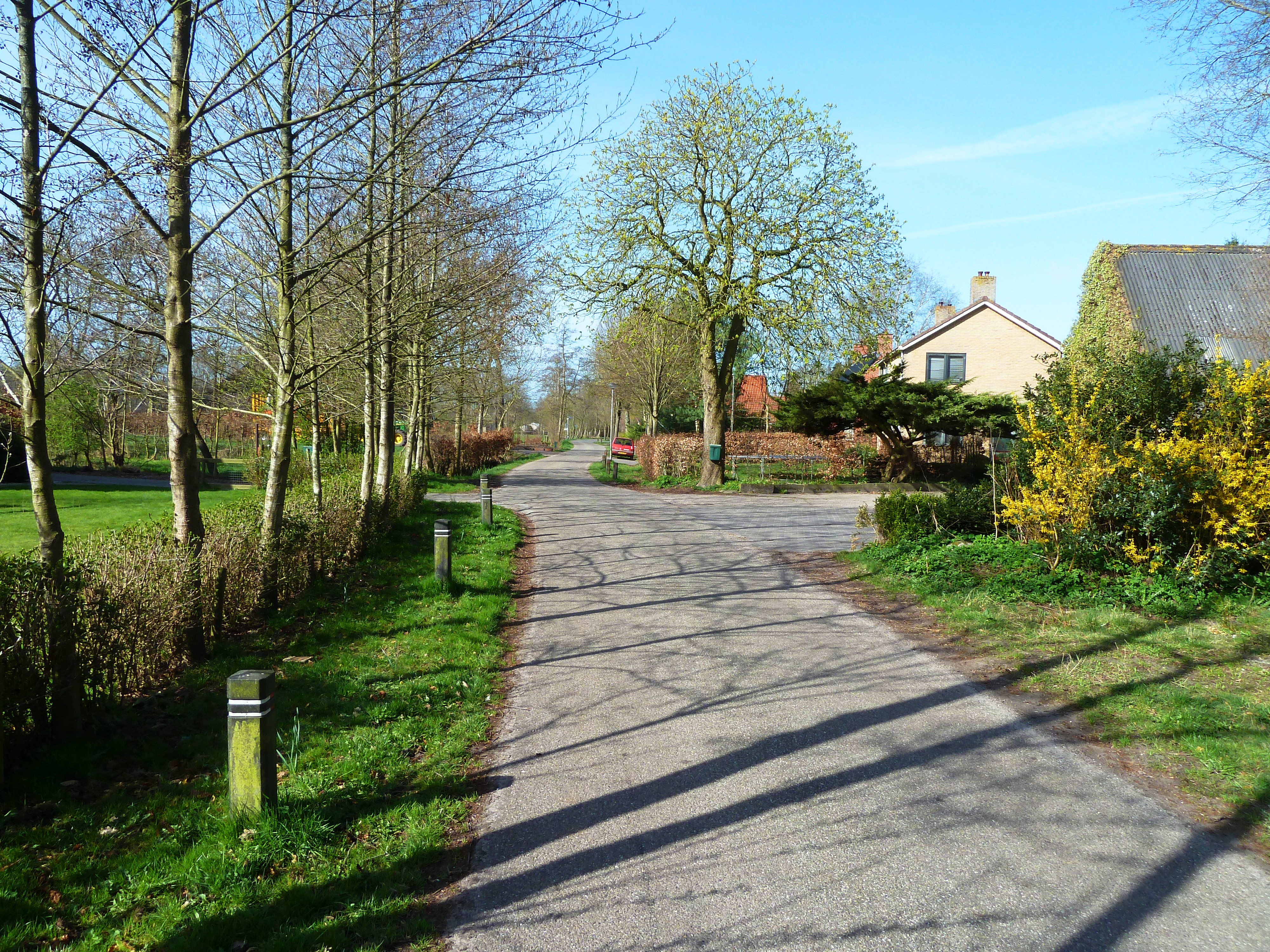
Deel van de buurtschap ten westen van 'de balk'
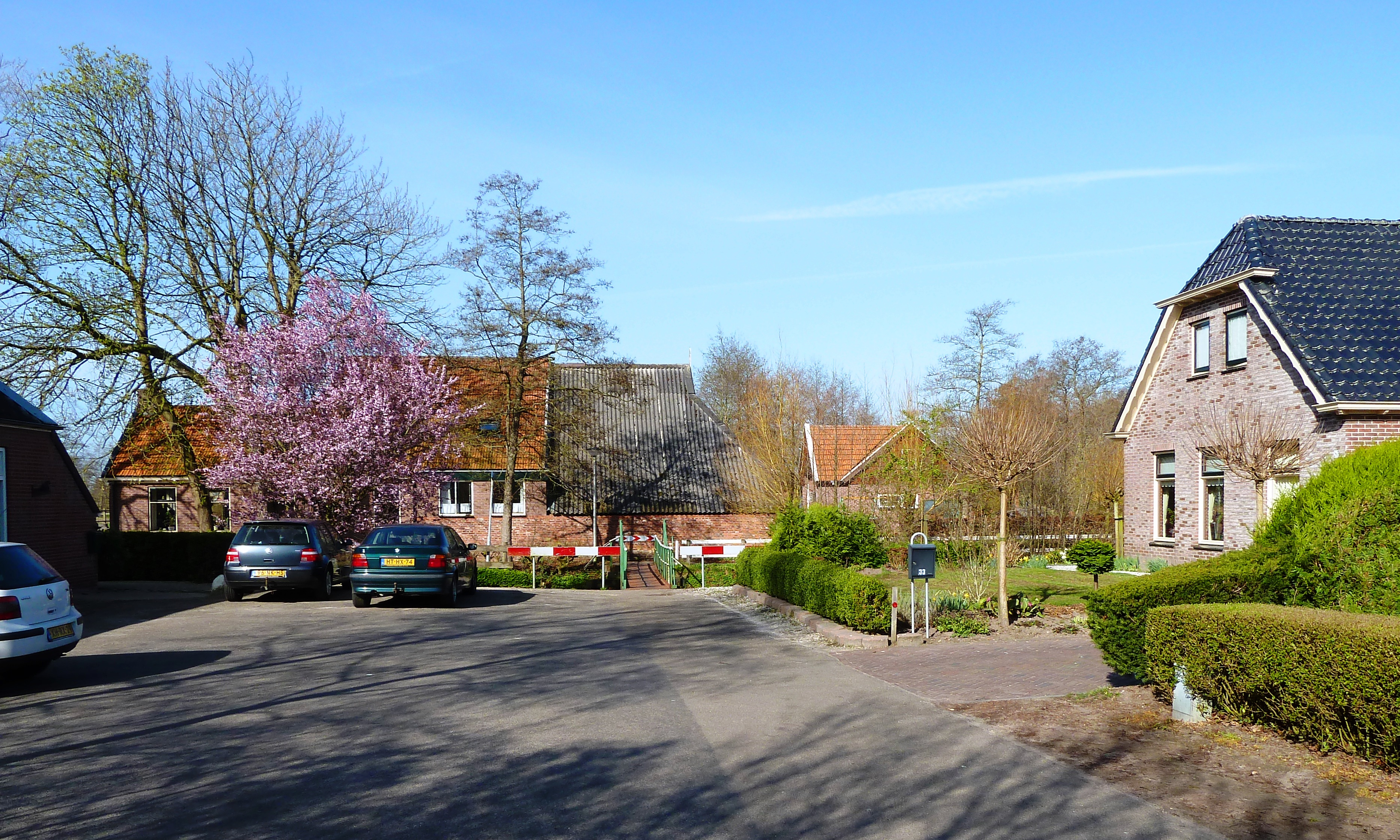
Gezicht op de voetgangersbrug
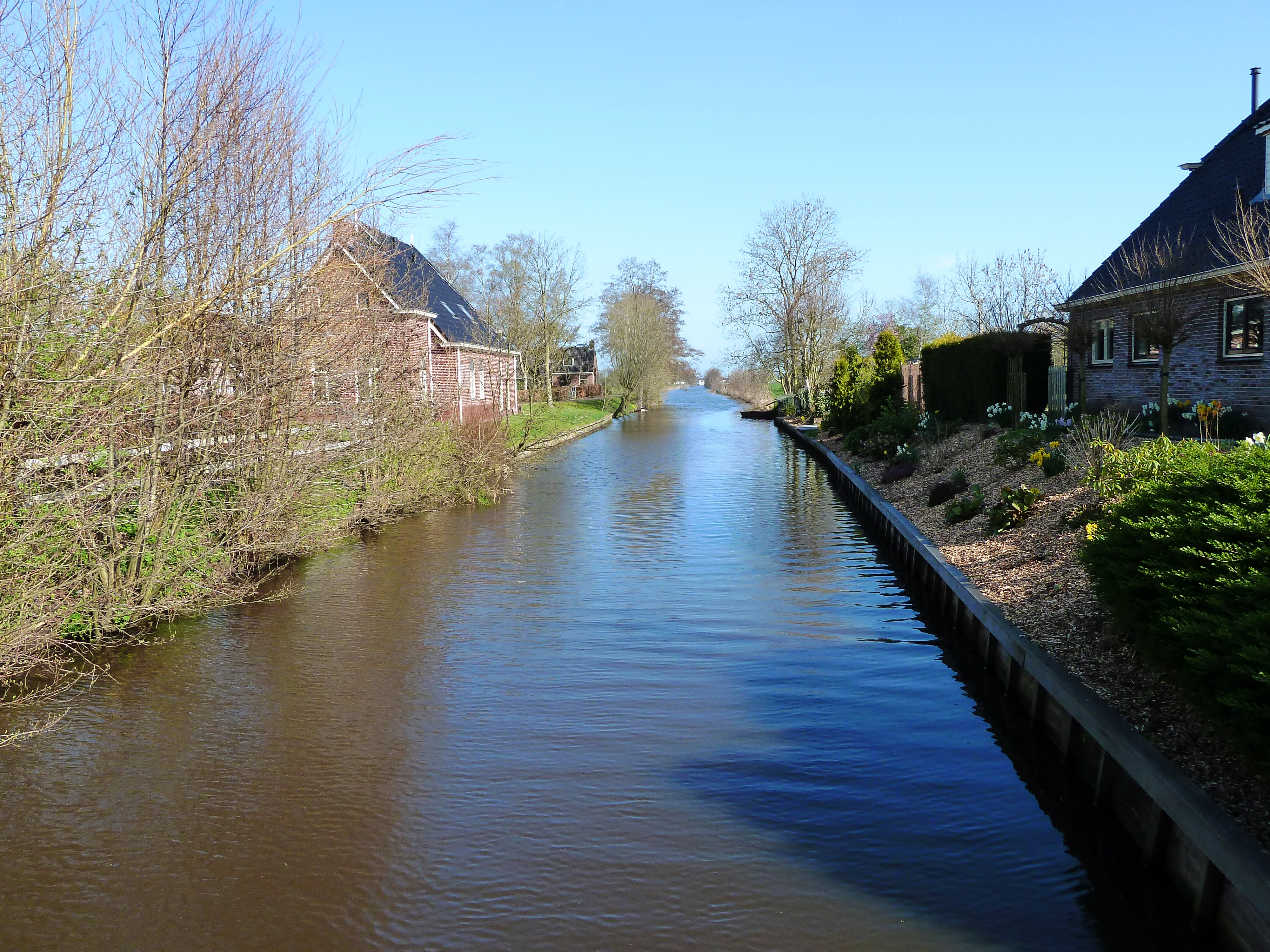
Gezicht over het Wolddiep (noordelijke richting) vanaf de voetgangersbrug